# Hemidactylus taylori
Hemidactylus taylori là một loài thằn lằn trong họ Gekkonidae. Loài này được Parker mô tả khoa học đầu tiên năm 1932.